# Astragalus bellus
Astragalus bellus là một loài thực vật có hoa trong họ Đậu. Loài này được (Kuntze) R.E.Fr. miêu tả khoa học đầu tiên.